# Nossa Senhora do Socorro
Nossa Senhora do Socorro är en stad och kommun i Brasilien och ligger i delstaten Sergipe. Den är en förortskommun till Aracaju och hade år 2014 cirka 175 000 invånare.